# Conchoecia
Genre
Conchoecia est un genre de crustacés de la classe des ostracodes, de la sous-classe des Myodocopa, de l'ordre des Halocyprida, du sous-ordre des Halocypridina, de la famille des Halocyprididae et de la sous-famille des Conchoeciinae.

## Liste des espèces
- Conchoecia acuminata
- Conchoecia acuticostata Müller, 1906
- Conchoecia alata (G. W. Müller, 1906)
- Conchoecia amblypostha Müller, 1906
- Conchoecia ametra (Müller, 1906)
- Conchoecia antarctica (Muller, 1906)
- Conchoecia antipoda Müller, 1906
- Conchoecia arcuata Deevey, 1978
- Conchoecia belgicae Müller, 1906
- Conchoecia bispinosa Claus, 1890
- Conchoecia borealis Sars, 1866
- Conchoecia brachyaskos Müller, 1906
- Conchoecia chuni Müller, 1906
- Conchoecia ctenophora (Müller, 1906)
- Conchoecia curta Lubbock, 1862
- Conchoecia daphnoides (Clauss, 1890)
- Conchoecia discorphora Müller, 1906
- Conchoecia eltaninae Deevey, 1982
- Conchoecia haddoni Brady and Norman, 1896
- Conchoecia hettacra (Müller, 1906)
- Conchoecia hyalophyllum Claus, 1890
- Conchoecia imbricata (Brady, 1880)
- Conchoecia indica Merrylal James, 1972
- Conchoecia inermis
- Conchoecia kampta
- Conchoecia lophura G. W. Müller, 1906
- Conchoecia loricata (Claus, 1894)
- Conchoecia macrocheira G. W. Müller, 1906
- Conchoecia macroprocera Angel, 1971
- Conchoecia magna Claus, 1874
- Conchoecia major Müller, 1906
- Conchoecia maxima
- Conchoecia nasotuberculata Müller, 1906
- Conchoecia oblonga
- Conchoecia obtusata
- Conchoecia parthenoda
- Conchoecia parvidentata G. W. Müller, 1906
- Conchoecia porrecta Claus, 1890
- Conchoecia pseudodistophora Rudjakov, 1962
- Conchoecia pusilla Müller, 1906
- Conchoecia rhynchena Müller, 1906
- Conchoecia secernenda
- Conchoecia serrulata Claus, 1874
- Conchoecia skogsbergi Iles 1953
- Conchoecia spinifera Clauss, 1890
- Conchoecia spinirostris Claus, 1874
- Conchoecia squamosa
- Conchoecia stigmata Müller, 1906
- Conchoecia stigmatica
- Conchoecia striola Müller, 1906
- Conchoecia subarcuata Claus, 1890
- Conchoecia symmetrica (Müller, 1906)
- Conchoecia teretivalvata Iles, 1953
- Conchoecia valdiviae (Müller, 1906)

Noms en synonymie
- Conchoecia abyssalis Rudjakov, 1962, un synonyme de Juryoecia abyssalis
- Conchoecia elegans G. O. Sars, 1866, un synonyme de Discoconchoecia elegans